# Associazione Calcio ChievoVerona 1999-2000
Questa voce raccoglie le informazioni riguardanti l'Associazione Calcio ChievoVerona nelle competizioni ufficiali della stagione 1999-2000.

## Stagione
Nella stagione 1999-2000 il Chievo Verona disputa il campionato di Serie B, raccoglie 47 punti con il quindicesimo posto in classifica. Allenato dalla coppia formata da Lorenzo Balestro e Luciano Miani parte bene in campionato, a metà torneo ha raccolto 26 punti, in una solida posizione, poi nel girone di ritorno perde alcune posizioni, restando qualche punto sopra la zona pericolosa. Si è messo in evidenza Massimo Marazzina che al suo quarto campionato con i clivensi, ha messo a segno 17 reti, delle quali una in Coppa Italia e 16 in campionato. Nella Coppa Italia disputa il girone 4 che promuove al secondo turno l'Atalanta.

## Divise e sponsor
Per la stagione 1999-2000 il fornitore tecnico è Hummel, mentre lo sponsor ufficiale è Paluani.
| 1º maglia | 2º maglia | 3º maglia |

## Rosa
| N. |                   | Ruolo | Calciatore          |
| -- | ----------------- | ----- | ------------------- |
| 1  | Italia (bandiera) | P     | Sergio Marcon       |
| 2  | Italia (bandiera) | D     | Moreno Longo        |
| 3  | Italia (bandiera) | D     | Andrea Guerra       |
| 4  | Italia (bandiera) | D     | Nicola Legrottaglie |
| 4  | Italia (bandiera) | D     | Fabio Moro          |
| 5  | Italia (bandiera) | C     | Eugenio Corini      |
| 6  | Italia (bandiera) | D     | Maurizio D'Angelo   |
| 7  | Italia (bandiera) | D     | Ivan Moretto        |
| 8  | Italia (bandiera) | C     | Massimo Lombardini  |
| 8  | Italia (bandiera) | C     | Alessandro Doga     |
| 9  | Italia (bandiera) | A     | Ciro De Cesare      |
| 9  | Italia (bandiera) | A     | Enrico Fantini      |
| 10 | Italia (bandiera) | C     | Silvio Giusti       |
| 10 | Italia (bandiera) | A     | Alfredo Aglietti    |
| 11 | Italia (bandiera) | C     | Andrea Zanchetta    |
| 12 | Italia (bandiera) | P     | Paolo Codognola     |
| 13 | Italia (bandiera) | D     | Enrico Franchi      |
| 14 | Italia (bandiera) | C     | Dario Passoni       |

| N. |                         | Ruolo | Calciatore             |
| -- | ----------------------- | ----- | ---------------------- |
| 15 | Italia (bandiera)       | A     | Salvatore Bruno        |
| 15 | Italia (bandiera)       | C     | Luca Corradi           |
| 16 | Italia (bandiera)       | C     | Fabio Ferraresi        |
| 18 | Italia (bandiera)       | D     | Francesco Carbone      |
| 19 | Italia (bandiera)       | A     | Massimo Marazzina      |
| 20 | Italia (bandiera)       | C     | Daniele Franceschini   |
| 21 | Italia (bandiera)       | C     | Mauro Zironelli        |
| 22 | Italia (bandiera)       | P     | Matteo Gianello        |
| 23 | Italia (bandiera)       | D     | Salvatore Lanna        |
| 24 | Italia (bandiera)       | A     | Federico Cossato       |
| 25 | Sierra Leone (bandiera) | D     | Kewullay Conteh        |
| 26 | Italia (bandiera)       | C     | Francesco Campolattano |
| 26 | Italia (bandiera)       | C     | Stefano Garzon         |
| 27 | Nigeria (bandiera)      | A     | Hashimu Garba          |
| 29 | Italia (bandiera)       | C     | Christian Cimarelli    |
| 30 | Italia (bandiera)       | D     | Lorenzo D'Anna         |
| 32 | Italia (bandiera)       | A     | Mattia Mastrolilli     |
|    | Italia (bandiera)       | C     | Benedetto Mangiapane   |

## Risultati

### Campionato

#### Girone di andata
| Arbitro: | Serena (Bassano del Grappa) |

|                                     |           |                  |
| Zanchetta 3’ Corini 67’ (rig.), 92’ | Marcatori | 45+1’ Di Michele |

| Arbitro: | Bonfrisco (Monza) |

|                         |           |                |
| M. Rossi 34’ Vukoja 63’ | Marcatori | 79’ F. Cossato |

| Arbitro: | Soffritti (Ferrara) |

|                      |           |               |
| Scalzo 55’ Bravo 86’ | Marcatori | 25’ De Cesare |

| Arbitro: | Branzoni (Pavia) |

|  |           |            |
|  | Marcatori | 83’ Baccin |

| Arbitro: | Pin (Conegliano Veneto) |

|                           |           |            |
| Bellotto 57’ Scugugia 59’ | Marcatori | 79’ Corini |

| Arbitro: | Strazzera (Trapani) |

|               |           |  |
| Marazzina 13’ | Marcatori |  |

| Arbitro: | Saccani (Mantova) |

|                                 |           |                                     |
| Oddo 52’ Schwoch 57’ Magoni 62’ | Marcatori | 60’ (rig.) Zanchetta 79’ F. Cossato |

| Arbitro: | Guiducci (Arezzo) |

|                                 |           |             |
| Marazzina 31’ Corini 78’ (rig.) | Marcatori | 13’ Rachini |

| Genova 31 ottobre 1999 9ª giornata | Sampdoria         | 0 – 0 referto | Chievo | Stadio Luigi Ferraris (12 997 spett.)\| Arbitro: \| Cassarà (Palermo) \| |
| Arbitro:                           | Cassarà (Palermo) |               |        |                                                                          |

| Arbitro: | Nucini (Bergamo) |

|              |           |           |
| D'Angelo 45’ | Marcatori | 12’ Lemme |

| Verona 14 novembre 1999 11ª giornata | Chievo                  | 0 – 0 referto | Monza | Stadio Marcantonio Bentegodi (3 309 spett.)\| Arbitro: \| Pin (Conegliano Veneto) \| |
| Arbitro:                             | Pin (Conegliano Veneto) |               |       |                                                                                      |

| Arbitro: | Strazzera (Trapani) |

|                                               |           |                |
| Franchi 7’ (aut.) A. Filippini 11’ Hübner 84’ | Marcatori | 76’ F. Cossato |

| Arbitro: | Soffritti (Ferrara) |

|                         |           |                |
| De Cesare 52’ Lanna 80’ | Marcatori | 31’ Campedelli |

| Arbitro: | Branzoni (Pavia) |

|  |           |               |
|  | Marcatori | 25’ Marazzina |

| Arbitro: | Bonfrisco (Monza) |

|                                    |           |                        |
| De Cesare 38’ (rig.) Marazzina 54’ | Marcatori | 73’ (rig.), 86’ Grabbi |

| Arbitro: | Racalbuto (Gallarate) |

|               |           |                           |
| Palladini 70’ | Marcatori | 23’ Passoni 54’ De Cesare |

| Arbitro: | Saccani (Mantova) |

|           |           |           |
| Corini 1’ | Marcatori | 29’ Žabov |

| Arbitro: | Gabriele (Frosinone) |

|            |           |  |
| Toni 45+1’ | Marcatori |  |

| Arbitro: | Farina (Novi Ligure) |

|                         |           |               |
| Marazzina 19’, 86’, 92’ | Marcatori | 78’ Di Natale |

#### Girone di ritorno
| Arbitro: | Fausti (Milano) |

|                              |           |  |
| M. Rossi 7’ Guidoni 12’, 50’ | Marcatori |  |

| Arbitro: | Soffritti (Ferrara) |

|               |           |             |
| Marazzina 65’ | Marcatori | 20’ Palumbo |

| Verona 13 febbraio 2000 22ª giornata | Chievo            | 0 – 0 referto | Alzano Virescit | Stadio Marcantonio Bentegodi (2 195 spett.)\| Arbitro: \| Guiducci (Arezzo) \| |
| Arbitro:                             | Guiducci (Arezzo) |               |                 |                                                                                |

| Arbitro: | Tombolini (Ancona) |

|                |           |                                      |
| Borgobello 76’ | Marcatori | 53’ D'Anna 61’ Fantini 88’ Zanchetta |

| Arbitro: | N. Ayroldi (Molfetta) |

|               |           |  |
| Zironelli 29’ | Marcatori |  |

| Arbitro: | Pellegrino (Barcellona Pozzo di Gotto) |

|                    |           |  |
| Francioso 14’, 77’ | Marcatori |  |

| Arbitro: | Cassarà (Palermo) |

|                       |           |                          |
| D. Franceschini 90+1’ | Marcatori | 45’ Stellone 78’ Lucenti |

| Arbitro: | Zaltron (Bassano del Grappa) |

|             |           |                    |
| Chianese 5’ | Marcatori | 41’ (rig.) Fantini |

| Arbitro: | Bertini (Arezzo) |

|                                   |           |                        |
| Conteh 4’ Marazzina 29’ Lanna 73’ | Marcatori | 57’ Vasari 74’ Jovičić |

| Arbitro: | Strazzera (Trapani) |

|                       |           |                               |
| Porchia 32’ Pirri 69’ | Marcatori | 4’ Marazzina 14’ (aut.) Ponzo |

| Arbitro: | Gabriele (Frosinone) |

|                       |           |              |
| Topic 26’ Colombo 78’ | Marcatori | 74’ Aglietti |

| Arbitro: | Saccani (Mantova) |

|                    |           |                        |
| Marazzina 27’, 57’ | Marcatori | 52’ Stroppa 74’ Hübner |

| Cesena 30 aprile 2000 32ª giornata | Cesena            | 0 – 0 referto | Chievo | Stadio Dino Manuzzi (4 245 spett.)\| Arbitro: \| Bonfrisco (Monza) \| |
| Arbitro:                           | Bonfrisco (Monza) |               |        |                                                                       |

| Arbitro: | Rodomonti (Teramo) |

|               |           |               |
| Marazzina 73’ | Marcatori | 22’ Dunđerski |

| Arbitro: | Branzoni (Pavia) |

|                                 |           |                    |
| Grabbi 29’ (rig.) Cristante 72’ | Marcatori | 46’, 57’ Marazzina |

| Arbitro: | Fausti (Milano) |

|                                   |           |                          |
| F. Cossato 40’ Comotto 53’ (aut.) | Marcatori | 28’ Comandini 77’ Bucchi |

| Arbitro: | Trentalange (Torino) |

|                           |           |  |
| Apa 24’ D'Anna 44’ (aut.) | Marcatori |  |

| Arbitro: | Farina (Novi Ligure) |

|                               |           |          |
| D. Franceschini 5’ Corini 24’ | Marcatori | 90’ Toni |

| Arbitro: | Fausti (Milano) |

|                                                 |           |                                   |
| Di Natale 12’, 22’ Bresciano 19’ Cappellini 75’ | Marcatori | 51’ (rig.) Aglietti 52’ Marazzina |

### Coppa Italia

#### Turno preliminare - Girone 4
| Verona 15 agosto 1999 1ª giornata | Chievo           | 0 – 0 | Pistoiese | Stadio Marcantonio Bentegodi\| Arbitro: \| Branzoni (Pavia) \| |
| Arbitro:                          | Branzoni (Pavia) |       |           |                                                                |

| Arbitro: | N. Ayroldi (Molfetta) |

|  |           |               |
|  | Marcatori | 45’ Marazzina |

| Arbitro: | Rosetti (Torino) |

|                    |           |  |
| Caccia 3’ Doni 57’ | Marcatori |  |

| Verona 25 agosto 1999 4ª giornata | Chievo           | 0 – 0 referto | Atalanta | Stadio Marcantonio Bentegodi (741 spett.)\| Arbitro: \| Bertini (Arezzo) \| |
| Arbitro:                          | Bertini (Arezzo) |               |          |                                                                             |

| Arbitro: | Pirrone (Messina) |

|             |           |                |
| Bonaldi 68’ | Marcatori | 58’ Lombardini |

| Arbitro: | Serena (Bassano del Grappa) |

|                           |           |  |
| Garba 43’ Ferraresi 90+1’ | Marcatori |  |